# CL-619
La CL-619 es una carretera de la Junta de Castilla y León que trascurre desde la localidad palentina de Magaz de Pisuerga hasta la localidad burgalesa de Aranda de Duero.

## Detalles

### Principales enlaces
- (Salida) N-620, N,620a o A-62-E-80
- P-130
- P-131
- P-141
- PP-1121
- PP-1122
- P-112
- P-114
- P-113
- P-140
- BU-113
- BU-P-1131
- BU-P-1324
- BU-110
- BU-111
- BU-P-1103
- A-1
- BU-P-1102
- N-1a o N-1
- BU-910
- CL-111
- (Fin) N-122

### Principales localidades
- Magaz de Pisuerga
- Villaviudas
- Baltanás
- Cervico Navero
- Tórtoles de Esgueva
- Olmedillo de Roa
- La Horra
- Villalba de Duero
- Aranda de Duero

- Datos: Q5737191